# Dion O'Cuinneagain
Dion O’Cuinneagain (Città del Capo, 24 maggio 1972) è un ex rugbista a 15 e medico sudafricano, da giocatore rappresentante l'Irlanda con cui disputò da capitano la Coppa del Mondo di rugby 1999.

## Biografia
Nato a Città del Capo, in Sudafrica, figlio di un dentista irlandese e un'infermiera inglese, O'Cuinneagain studiò in una scuola superiore di Rondebosch, nella quale si diplomò nel 1990.
Entrato nella formazione del Western Province disputò con essa la Currie Cup e rappresentò in patria il Sudafrica a sette; nel 1997 fu in Inghilterra ai Sale Sharks in Premiership.
Nel 1998, avendo optato per l'Irlanda a livello maggiore, esordì con la Nazionale in maglia verde proprio contro i suoi compatrioti del Sudafrica a Bloemfontein (sconfitta 13-37).
Nel 1999 passò alla provincia irlandese dell'Ulster e fu successivamente convocato nei 30 uomini per la Coppa del Mondo, ricevendo i gradi di capitano.
Nel 2000 fu nell'altra provincia irlandese di Munster e nel 2001 concluse l'attività sportiva.
Laureatosi in medicina a Stellenbosch nell'anno del ritiro dalle competizioni, esercita come medico ospedaliero e di pronto soccorso e occasionalmente si dedica all'allenamento.